# Partisaniidae
Partisaniidae es una familia de foraminíferos bentónicos de la superfamilia Robuloidoidea, del suborden Lagenina y del orden Lagenida. Su rango cronoestratigráfico abarca desde el Pérmico inferior hasta el Murgabiense (Pérmico superior).

## Clasificación
Partisaniidae incluye a los siguientes géneros:
- Partisania †
- Xintania †

Otro género considerado en Partisaniidae es:
- Partizania †, aceptado como Partisania